# (39790) 1997 PF
(39790) 1997 PF est un objet de la ceinture principale d'astéroïdes extérieure découvert en 1997.

## Description
(39790) 1997 PF a été découvert le 1er août 1997 à l'observatoire du Haleakalā, un centre de recherche astronomique américain faisant partie de l'Institut d'astronomie de l'Université de Hawaï situé au sommet du volcan Haleakalā sur l'île de Maui, par le programme Near Earth Asteroid Tracking (NEAT).

### Caractéristiques orbitales
L'orbite de cet astéroïde est caractérisée par un demi-grand axe de 3,21 ua, un périhélie de 2,79 ua, une excentricité de 0,13 et une inclinaison de 6,23° par rapport à l'écliptique. Du fait de ces caractéristiques, à savoir un demi-grand axe entre 3,2 et 4,6 ua, il est classé, selon la JPL Small-Body Database, comme objet de la ceinture principale d'astéroïdes extérieure.

### Caractéristiques physiques
(39790) 1997 PF a une magnitude absolue (H) de 13,5 et un albédo estimé à 0,052.